# Unione Sportiva Crotone 1948-1949
Questa pagina raccoglie le informazioni riguardanti l'Unione Sportiva Crotone nelle competizioni ufficiali della stagione 1948-1949.

## Rosa
| N. |                   | Ruolo | Calciatore          |
| -- | ----------------- | ----- | ------------------- |
|    | Italia (bandiera) | A     | C. Algaria          |
|    | Italia (bandiera) | A     | T. Bisceglie        |
|    | Italia (bandiera) | C     | A. Bosio            |
|    | Italia (bandiera) | P     | Gian Battista Corso |
|    | Italia (bandiera) | C     | Giuseppe De Luca    |
|    | Italia (bandiera) | A     | S. Dall'Ora         |
|    | Italia (bandiera) | A     | Luigi Faita         |
|    | Italia (bandiera) | A     | Luigi Ferrario      |

| N. |                   | Ruolo | Calciatore       |
| -- | ----------------- | ----- | ---------------- |
|    | Italia (bandiera) | D     | C. Garolfi       |
|    | Italia (bandiera) | D     | P. Granotti      |
|    | Italia (bandiera) | A     | A. Liva          |
|    | Italia (bandiera) | C     | Clio Manzulli    |
|    | Italia (bandiera) | A     | Luigi Perugini   |
|    | Italia (bandiera) | A     | Marco Piacentini |
|    | Italia (bandiera) | A     | Francesco Rossi  |
|    | Italia (bandiera) | D     | G. Russo         |